# کوارینچینیه
والدیر کاردوسو لبرخو (به پرتغالی برزیل: Waldir Cardoso Lebrêgo)، معروف به کوارینچنیه (به پرتغالی برزیل: Quarentinha) (پرتغالی برزیلی:[kwɐɾenˈtʃĩ
j̃ɐ]؛ زاده ۱۵ سپتامبر ۱۹۳۳ در بلم، ایالت پارا، – درگذشته در ریودوژانیرو، ۱۱ فوریه ۱۹۹۶) بازیکن فوتبال برزیلی بود که در پست مهاجم بازی می‌کرد.

## حرفه باشگاهی
کوارینچینیه قبل از ییوستن به بوتافوگو برای پیسندو و ویتوریا بازی می‌کرد. پس از مدت کوتاهی با بونسوچسو به بوتافوگو بازگشت و بعداً در کلمبیا بازی کرد.
او یک لیگ ایالتی باهیا (۱۹۵۳)، سه لیگ ایالتی ریودوژانیرو (۱۹۵۷، ۱۹۶۱، ۱۹۶۲)، دو جام ریو - سائوپائولو (۱۹۶۲، ۱۹۶۴)، یک تورنمنت مکزیک (۱۹۶۲) و یک تورنمنت پاریس (۱۹۶۳) را برد. او همچنین برای سه سال متوالی در لیگ‌های ریو (۱۹۵۸، ۱۹۵۹، ۱۹۶۰) بهترین گلزن بود.

## ملی
کوارینچینیه بین سال‌های ۱۹۶۰ تا ۱۹۶۳ ۱۱ بازی ملی برای تیم ملی فوتبال برزیل انجام داد و ۱۱ گل به ثمر رساند. هیچ‌کس در تاریخ فوتبال برزیل میانگین گل بهتری ندارد (یک گل در هر بازی). کوارینچینیه همچنین شش بازی دوستانه برای برزیل انجام داد که در آنها شش گل به ثمر رساند. بزرگترین حسرت او این بود که از تیم برزیل که در سال ۱۹۶۲ از قهرمانی جهان در شیلی دفاع کرد، کنار گذاشته شد. او هرگز در جام جهانی فوتبال بازی نکرد.

## درگذشت
کوارینچینیه در ۱۱ فوریه ۱۹۹۶ در سن ۶۲ سالگی درگذشت.